# Потец (мультфильм)
«Поте́ц» — российский мультфильм 1992 года. Экранизация одноимённого текста Александра Введенского. По мнению Корнелии Ичин, режиссёр Александр Федулов воплотил в своём мультфильме мистерию, которую видел в тексте Введенского другой «чинарь-взиральник» и близкий к обэриутам Яков Друскин.
«Потец» часто называют советским мультфильмом, поскольку он не только явно задумывался и начинал делаться на закате советского времени, но и наследовал эпохе перестройки, когда он, на переломе эпох, вероятно, только и мог быть задуман на уровне идеи и финансово осуществлён. Но был закончен и появился на телевидении мультфильм уже в радикально другом контексте — после окончательного распада СССР в другой стране (России), в условиях глубокого спада экономики, общественного кризиса и морального релятивизма.
Мультфильм никогда не выходил в прокат, но был несколько раз показан по телевидению (премьера состоялась 4 февраля 1993 года на 1-м канале Останкино), после чего лёг на полку Госфильмофонда. Неизвестно, был ли фильм запрещён на телевидении или просто оказался невостребован, но около 15 лет он был недоступен для зрителей. В 2008 году благодаря усилиям группы энтузиастов при поддержке сценаристки фильма Марины Вишневецкой «Потец» был оцифрован и выложен в интернет.
В 2018 году на Гостелерадиофонде исходная киноплёнка с мультфильмом была отсканирована на современном фильмосканере и проведена её цветокоррекция.

## Интерпретации

### Форма и жанр
Автор «Потца» Александр Введенский никак явно не обозначил его жанр. Большинство исследователей предпочитают использовать по отношению к «Потцу» определение текст. Режиссёр мультфильма Александр Федулов поступил аналогичным образом, написав в подзаголовке «Потца»: «По мотивам текста Александра Введенского». В среде неискушённых читателей иногда также встречаются определения стихотворение и поэма.
Яков Друскин определял «Потец» как «современную мистерию», «мистерию-пантомиму», «мистерию-действо» или «абстрактную драму», на которую можно написать музыку. В этом ключе, по мнению Корнелии Ичин, и сделана экранизация текста Введенского Александром Федуловым.
Театральный характер текста, о котором писал Друскин, очевиден из его структуры: по сути это пьеса, которая состоит из монологов, диалогов и функциональных авторских ремарок. У неё три законченных смысловых части, хотя Введенский и не называет их ни актами, ни действиями. От обычной пьесы «Потец» отличается в первую очередь своей малостью: простое чтение этого текста можно уложить в несколько первых минут. Этот же текст с определённым допуском можно назвать и сценарием — исторически сценарий наследует пьесе. Александр Федулов не изменил в этом сценарии ни одного слова, расширив и по-своему интерпретировав его визуальное наполнение.

### Музыка, песни, танцы
Яков Друскин, единственный музыковед среди чинарей и обэриутов, определял «Потец» как «современную мистерию», «мистерию-пантомиму», «мистерию-действо» или «абстрактную драму», на которую можно написать музыку. Музыка заложена в «Потец» уже авторскими ремарками самого Введенского.

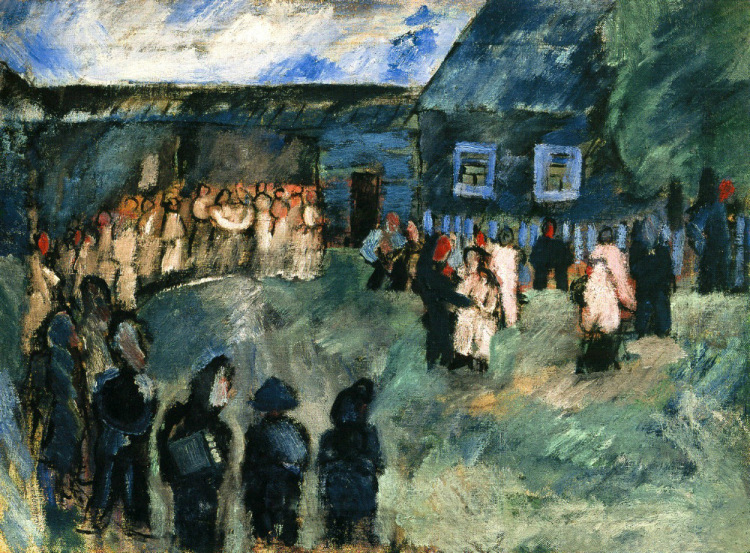
Николай Прокошев. Деревенская кадриль. 1931

В первой части текста музыка проявляется в виде звуков («сыновья, позвенев в колокольчики, загремели в свои языки») и танца («сыновья, построясь в ряды, сверкая ногами, начинают танцевать кадриль»). Причём если в начале кадрили они, каждый сам себе составив несуществующую пару, задавали отцу достаточно чётко артикулированные вопросы, то ли выпевая их, то ли выговаривая, то ли выкрикивая («Что такое есть потец / Расскажите мне отец»; «Может быть Потец свинец / И младенец и венец»; «Не могу понять отец, / Где он? кто же он, Потец?»), то к концу кадрили их речь или пение становятся уговаривающе-бессвязными («Эх отец, держу жужу. / Ты не должен умереть, / Ты сначала клеть ответь»; «Ах, Потец, Потец, Потец. / Ах, отец, отец, отец»; «Куклы все туша колпак, / Я челнок челнок челнак»).
Во второй части отец «закуривает свечу, держа её в зубах как флейту», «подушкой опускается в кресло» и уже от лица подушки, пытаясь остановить распалившихся сыновей («Огня сюда, огня!»; «Я сейчас кого-нибудь повешу»), просит их об их голосах под музыку:
Немного терпенья,

Может быть я на всё и отвечу.

Хотел бы послушать пенье,

Тогда смогу разговаривать.

Я очень устал.

Искусство дало бы мне новые силы.

Прощай пьедестал,

Я хочу послушать ваши голоса под музыку.
Сыновья не могут отказать «потрясённой просьбе отца» и поют «всеобщую песню» из трёх куплетов:
Был брат брит Брут

Римлянин чудесный.

Все врут. Все мрут.

Пел пил пробегал

Один канатоходец.

Он акробат. Он галл.

Иноходец

С того света

Дожидается рассвета.
Заканчивается вторая часть текста «Потец» авторской репликой, вновь, как и в первой части, объясняющей что такое Потец, но по-прежнему предназначенной не для непонимающих сыновей, находящихся внутри текста, а для читателей/слушателей/зрителей:

И пока они пели, играла чудная, превосходная, всё и вся покоряющая музыка. И казалось, что разным чувствам есть ещё место на земле. Как чудо стояли сыновья вокруг невзрачной подушки и ждали с бессмысленной надеждой ответа на свой незавидный и дикий, внушительный вопрос: что такое Потец? А подушка то порхала, то взвивалась свечкою в поднебесье, то как Днепр бежала по комнате. Отец сидел над письменным как Иван да Марья столом, а сыновья словно зонты стояли у стенки. Вот что такое Потец.
В третьей части «Потца» вначале музыкальный звук выступает признаком жизни, которой уже нет; первый сын говорит отцу: «Зря звонишь в бубенец. / Ты уже леденец». Но когда сыновья теряют всякий страх («Последний страх / Намедни / После обедни / Рассыпался в прах»), появляется нянька. С её появлением наступает «страшная тишина», и на всех находит «суеверие». Нянька укладывает спать превратившегося в детскую косточку отца и поёт ему песню:
Над твоею колыбелью

По губам плывёт слюна

И живет луна.

Над могилою над елью

Спи тоскуй,

Не просыпайся,

Лучше рассыпайся.

Эй кузнец куй! куй!

Мы в кузнице уснём.

Мы все узники.
И, кажется, во время пения происходит осознание сыновьями Потца:

И пока она пела, играла чудная, превосходная, всё и вся покоряющая музыка. И казалось, что разным чувствам есть ещё место на земле. Как чудо стоят сыновья возле тихо погасшей кровати отца. Им хочется всё повторить. Нам страшно поглядеть в его, что называется, лицо. А подушка то порхала, то взвивалась свечкой в поднебесье, то как Днепр бежала по комнате. Потец это холодный пот, выступающий на лбу умершего. Это роса смерти, вот что такое Потец.
В этот момент, момент музыки, сыновья (которые не знали) и автор (знавший раньше всех) с читателями/слушателями/зрителями (узнавшими в первой части текста) соединяются: «Господи, могли бы сказать сыновья, если бы они могли. Ведь это мы уже знали заранее».

## История

### Литературная основа

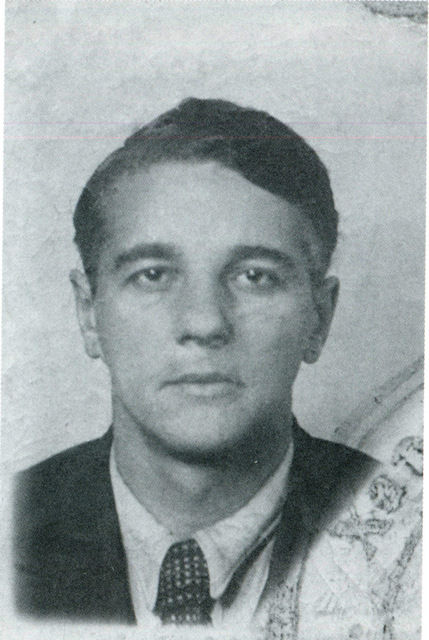
Александр Введенский (1904—1941)

Текст «Потец» был написан Александром Введенским 1936—1937 годах — в его харьковский период. В 1989 году, во время перестройки, спустя более чем полвека после своего создания, «Потец», до этого запрещённый советской цензурой, был впервые опубликован с произвольной орфографией Анатолием Александровым в журнале «Звезда» (№ 10). Через год, в 1990 году, другой основной публикатор обэриутов Михаил Мейлах воспроизвёл «Потец» с более выверенной орфографией в журнале «Даугава» (№ 10). Одна из этих публикаций, по всей видимости, и послужила импульсом к созданию в 1992 году мультфильма на основе этого текста для режиссёра Александра Федулова.
Долгое время исследователи полагали, что главным поводом к написанию «Потца» стала для Введенского смерть его отца, пока в 2010 году Андрей Крусанов не указал в «Хронике жизни и творчества Александра Введенского», что отец Введенского умер в мае 1939 года — примерно через два года после появления текста.

### Режиссёр

Александр Федулов (1947—1996)

Мультфильму «Потец» предшествовала работа Александра Федулова в качестве художника-мультипликатора на фильмах Александра Татарского «Падал прошлогодний снег» (1983) и «Обратная сторона Луны» (1984). В мультипликационном тележурнале «Кубик» (1985) он, наряду с Татарским, снял один из мультфильмов, «Зайца не видали?», уже как режиссёр и художник-мультипликатор одновременно.
Поздние работы режиссёра полны загадок и символов, суть происходящего расшифровывается с большим трудом. И режиссёр вовсе не помогает нам понять свой замысел, делая «картинку» достаточно некомфортной для восприятия. Для его нестандартного стиля характерны искажения пространства, нарушения пропорций, обилие резких деталей, иногда художник вовсе отказывается от прорисовки. В самой анимации чувствуется влияние сюрреализма с его иррациональным видением действительности. Но у Федулова сюрреализм крайне мрачный, пессиместичный, обречённый. Удивительным образом этот стиль притягивает и воздействует на подсознание. Подобных мультов тогда было много, но Федулов — один из немногих аниматоров, кто пропустил через себя все болезни эпохи и выразил их в своих произведениях.
Усвоив абсурдистскую эстетику Александра Татарского, во время перестройки Федулов начал работать как с полноценным соавтором своих мультфильмов с эстонским писателем и сценаристом Арво Валтоном, сделав с ним четыре совместные работы: «Разрешите пройти» (1987), «Наедине с природой» (1988), «Поцелуй» (1989) и «Бочка» (1990). Художник, критик и теоретик современного искусства Владимир Сальников сказал об этих фильмах: «Сквозь условно современный, усреднённый быт историй Валтона просвечивает универсальный ужас и страх смерти». Историк анимации Алексей Суртаев характеризует их как «странные истории о взаимоотношениях людей с социумом с элементами абсурда». К этим же работам примыкает ещё один мультфильм Федулова — «В тишине» (1989) по рассказу Хулио Кортасара, в котором режиссёр показывает зарождение безумия.
Для Федулова фильм «Потец» стал предпоследним. Сняв в 1994 году последний, детско-семейный мультфильм «Зоки и Бада», в 1996-м он умер в 49-летнем возрасте.

### Сценарист
Сценарист и писательница Марина Вишневецкая работала вместе с режиссёром Александром Федуловым лишь однажды — на фильме «Потец». До и после этого она писала почти исключительно сценарии детских мультфильмов и была известна по большей части четырёхсерийным циклом кукольных мультфильмов «Домовёнок Кузя».
В 2017 году, отвечая в одной из социальных сетей на вопрос «Какой смысл и подтекст в мультфильме „Потец“?», Вишневецкая сказала, что «„Потец“ — это экранизация одноимённого произведения А. Введенского, и прежде всего мы с режиссером Александром Федуловым хотели передать дух Введенского, познакомить зрителя с тогда (в 1992 г.) почти ещё не прочитанным у нас гениальным поэтом», а за смыслами (и «бессмыслицей») отправила вопрошавшего к статье Олега Лекманова «Про „Потец“».

### Художник-постановщик
Художник Владимир Буркин, окончивший в 1982 году Московский архитектурный институт, с 1979 года публиковался в газетах и журналах как художник-карикатурист и иллюстратор и в этом качестве получил наибольшую известность. В 1987 году Буркин стал первым иллюстратором книги «Вредные советы» Григория Остера. Как художник-постановщик он работал в мультипликации только с режиссёром Александром Федуловым на трёх его последних фильмах — «Бочка» (1990), «Потец» (1992), «Зоки и Бада» (1994) и больше никогда не соприкасался с кинематографом.

### Озвучивание

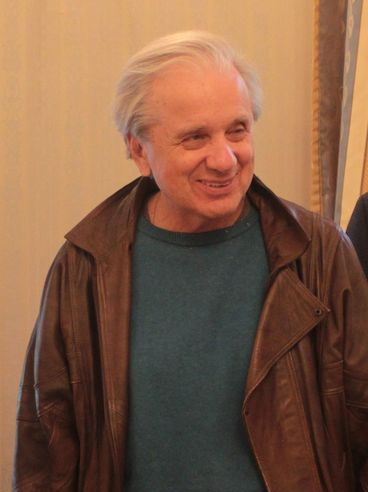
Евгений Стеблов

Все роли в мультфильме «Потец» озвучил актёр Евгений Стеблов, получивший всесоюзную известность ещё со времени своей первой роли в 1963 году в кинофильме «Я шагаю по Москве». Пригласить его предложила Марина Вишневецкая, хотя до этого не была с ним лично знакома. Интонации для персонажей «Потца» Евгений Стеблов подбирал самостоятельно, и его решения понравились съёмочной группе. Сам же Стеблов, впервые увидев мультфильм, пришёл от него в восторг.

### Композитор

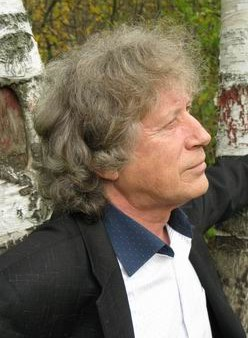
Виктор Екимовский

Ровесник режиссёра, композитор Виктор Екимовский работал с Александром Федуловым на пяти мультфильмах — «В тишине» (1989), «Поцелуй» (1989), «Бочка» (1990), «Потец» (1992), «Зоки и Бада» (1994) — и, по всей видимости, больше не работал ни в кино, ни в мультипликации ни с кем и никогда. Выход «Потца» примерно совпал по времени со всероссийской и европейской известностью композитора — с этого времени Екимовский стал одним из самых исполняемых современных российских композиторов в Европе.
Отзывы музыковедов (а Екимовский сам музыковед) о музыке к мультфильму «Потец» неизвестны. Отзывы искусствоведов и литературоведов достаточно банальны. Так, Корнелия Ичин охарактеризовала музыку «Потца» лишь как «мрачные, заунывные тона, наводящие тоску и страх».

### Другие создатели мультфильма
| автор сценария               | Марина Вишневецкая |
| режиссёр и художник-аниматор | Александр Федулов |
| художник-постановщик         | Владимир Буркин |
| оператор                     | Игорь Шкамарда |
| композитор                   | Виктор Екимовский |
| звукооператор                | Сергей Кель |
| роли озвучивал:              | Евгений Стеблов |
| художники-мультипликаторы:   | Олег Сафронов, М. Федотова, Алексей Крылов, М. Красюк, В. Петелин, Ирина Петелина, Б. Пушкарёв, Татьяна Казмирук, Н. Харина, Е. Блинова, Владимир Спорыхин                                        |
| художники:                   | Н. Иванчева, Н. Воронова, Е. Станникова, Александр Брежнев, В. Арустамова, Н. Дмитриева, Т. Седова, Е. Дулова, Н. Подлесный, А. Цыбин, М. Короткова, Е. Галкина, Т. Арешкова, Валентин Самотейкин |
| ассистенты:                  | Т. Камская, О. Сидоркова, О. Франкфурт |
| монтажёр                     | Л. Афанасьева |
| редактор                     | Алиса Феодориди |
| музыкальный редактор         | И. Аристова |
| директор                     | Лидия Варенцова |

### После выхода
По утверждению Артёма Зайца (Film.ru), мультфильм «получился таким жутким, что был показан по ТВ лишь пару раз, после чего лег на полку Госфильмофонда, где пролежал до конца нулевых годов». В начале 2008 года благодаря усилиям группы энтузиастов при поддержке сценаристки фильма Марины Вишневецкой «Потец» был выложен в сеть.

## Восприятие
Мультфильмы в СССР и в постсоветское время воспринимались зрителями почти исключительно как детское зрелище (абсолютное большинство советских мультфильмов действительно были предназначены для детской аудитории), и многие дети в 1990-е годы посмотрели «Потец» как, предположительно, детский мультфильм. Сценарист фильма Марина Вишневецкая в 2018 году говорила об этом казусе:
Сейчас меня «догоняют» маленькие мои зрители, которые посмотрели «Потец» Введенского и которые сейчас, двадцатилетние, говорят: «Ну что же вы сделали? Мы так боялись потом без света выходить в коридор. Зачем вы сделали такой мультфильм?» А мы его делали как мультфильм для взрослых, ютьюба ещё не было, и мы не подозревали, что его увидят маленькие дети. Раньше его только по ночам показывали.
По другим свидетельствам, «Потец» показывался на телевидении в дневное время в одном ряду с детскими мультфильмами. Пермский художник так вспоминал в 2009 году о своей встрече с фильмом в начале 1990-х годов:
Я вернулся из школы и чего-то обедал перед телевизором, мультики смотрел. Про зайчиков, медвежат там. <…> Немножко развлекаюсь даже, не буду скрывать. Мультфильмы на экране сменяют один другой… И тут я на десять минут замираю с пищей во рту, тупо пялясь в экран. Дальше снова начинаются белочки и енотики. Точно ничего и не случилось. Потом, на протяжении многих лет я думал — ЧТО ЭТО БЫЛО? Пригрезилось? Задремал после плотного обеда? <…> С того дня в моём мозгу юрким паучком поселилась задушевная фраза: «Расскажи мне отец, что такое Потец!». Поселилась, свила себе гнёздышко из атональных пиликаний, бессмысленных, страшненьких слов, тревожных образов. Увиденное беспокоило, периодически хватало меня за какие-то внутренние грудки и тихо шептало куда-то в среднее ухо. На все расспросы мне отрицательно качали головами — никто такого мультфильма не видел, точно его и не было. <…> Прошло очень много лет… <…> Мультфильм нашёлся.
Как один из наиболее характерных поздних отзывов Алексей Суртаев приводит следующие слова зрителя, посмотревшего мультфильм ребёнком: «Я покрылся холодным потом. <…> Мое сознание было сильно надломлено…». Но тот же Суртаев акцентировал несоответствие детских ожиданий от фильма его действительной художественной ценности:
В 1990-е годы тысячи постсоветских детей были испуганы странным инфернальным зрелищем под названием «Потец». Образы из этого мрачного мультфильма об умирающем старике надолго впечатались в сознание зрителей с неокрепшей психикой и спустя 10-15 лет время от времени всплывали во снах и в смутных воспоминаниях. Относительно недавно (в начале 2008 года) мультфильм стал общедоступным в Интернете, и вскоре стало понятно — вот он, главный шедевр перестроечной анимации!

## Критика
Артём Заяц (Film.ru) пишет, что «Потец» «многими считается наиболее инфернальным советским мультфильмом, и хотя о вкусах, как известно, не спорят, данное определение явно не лишено смысла». При этом видеоряд фильма он называет «сюрреалистическим».